# No Name (slovakisk musikgrupp)
No Name, bildat 1996 i Košice, är en slovakisk musikgrupp. Bandet bildades av de tre bröderna Igor, Roman och Ivan Timko tillsammans med Viliam Gutray. Idag består bandet dock av 6 medlemmar. De har släppt 9 album mellan åren 1998 och 2011. Deras senaste album är Nový album som gavs ut den 18 oktober 2011.

## Diskografi

### Album
- 1998 – No Name
- 2000 – Počkám si na zázrak
- 2001 – Oslávme si život
- 2003 – Slová do tmy
- 2005 – Čím to je
- 2006 – Live in Prague
- 2008 – V rovnováhe
- 2009 – The Best of No Name
- 2011 – Nový album